# Paul Tournal

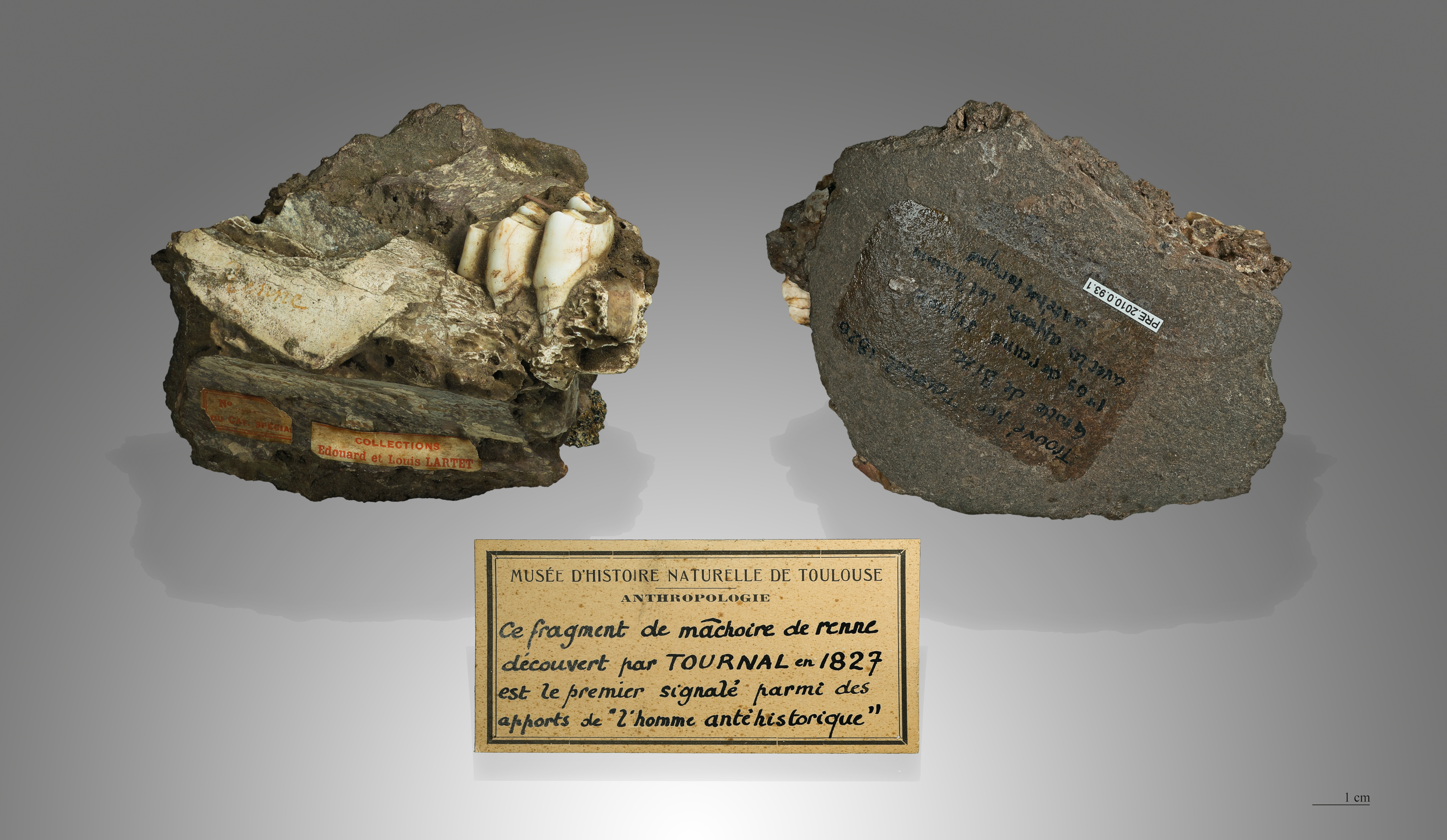
Mâchoire de renne de la collection Tournal - Muséum de Toulouse.

Paul Tournal est un pharmacien et préhistorien français, né le 10 janvier 1805 et mort le 12 février 1872 à Narbonne. Il est l'un des fondateurs de la préhistoire en tant que discipline scientifique.

## Biographie
Grâce aux fouilles qu'il entreprit dans les grottes de Bize dès 1827, Paul Tournal fut l'un des premiers à démontrer la contemporanéité entre l'homme préhistorique et certaines espèces animales disparues, près de 20 ans avant les travaux de Jacques Boucher de Perthes et de Jean-Baptiste Noulet. Seul Jules de Christol et Marcel de Serres feront les mêmes découvertes mais un an plus tard.
Il est également le fondateur du musée de Narbonne et de la commission archéologique de Narbonne.

## Publications
- Tournal, P., 1827, « Notes sur deux cavernes à ossements découvertes à Bize », Annales des Sciences Naturelles : Physiologie animale et végétale, anatomie comparée des deux règnes, zoologie, botanique, minéralogie et géologie, t. XII. Paris : Crochard, 1827, p. 78-82.
- Tournal, P., 1828, « Note sur la caverne de Bize, près de Narbonne », Annales des Sciences Naturelles : Physiologie animale et végétale, anatomie comparée des deux règnes, zoologie, botanique, minéralogie et géologie, t. XV. Paris : Crochard, 1828, p. 348-350.
- Tournal, P., 1829, « Notes sur deux cavernes à ossements, découvertes à Bize, dans les environs de Narbonne, par M. Tournal, pharmacien à Narbonne », Bulletin des Sciences Naturelles et de Géologie, 16. 1829. p. 19-20.
- Tournal, P., 1829, « Lettre écrite aux administrateurs du Muséum d’Histoire Naturelle, de Paris, par M. Tournal fils. Narbonne, le 25 octobre 1828 », Bulletin des Sciences Naturelles et de Géologie, 16. 1829. p. 20-22.
- Tournal, P., 1829, « Lettre de M. Tournal fils à M. Férussac, sur les mêmes cavernes, le 21 décembre 1828 », Bulletin des Sciences Naturelles et de Géologie, 16. 1829. p. 22-24.
- Tournal, P., 1829, « Considérations théoriques sur les cavernes à ossements de Bize, près de Narbonne (Aude) et sur les ossements humains confondus avec des restes d’animaux appartenant à des espèces perdues », Annales des Sciences Naturelles : Physiologie animale et végétale, anatomie comparée des deux règnes, zoologie, botanique, minéralogie et géologie, t. XVIII. Paris : Crochard, 1829, p. 242-258.
- Tournal, P., 1829, « Extrait d’une lettre adressée à M. L. Cordier le 15 février 1829, sur les ossements humains, mêlés, dans les cavernes de Bize, à des débris de mammifères terrestres d’espèces perdues », Annales des Mines, t. V, série 2, 1829, p. 515-517.
- Tournal, P., 1833, « Considérations théoriques sur les cavernes à ossements », Annales de Chimie et de Physique, t. LII. Paris : Crochard, 1833, p. 161-181.
- Tournal, P., 1834, « Géologie : Cavernes à ossements », Histoires et Mémoires de l’Académie Royale Des Sciences de Toulouse, Inscription et Belles Lettres de Toulouse, t. III, 1re partie, 1834, p. 52-53.

## Sources
- Fritz, R., (2004), Historique des fouilles et des recherches effectuées dans les grottes des Moulins à Bize (Minervois, Aude) et de la Crouzade (Gruissan, Aude), Université Paul Valéry - Montpellier III, Mémoire de maîtrise, t. 1 : 181 p.
- Groenen, M., (1994), Pour une histoire de la préhistoire, Éd. J. Millon,  (ISBN 2-905614-93-5)
- Mrs. Bowdich, (1829), Some account of the progress of natural history, during the year 1828, as reported to the academy of sciences at Paris by the baron Cuvier, The magazine of natural history, Vol. II, no 10, p. 409-428.
- Jean Guilaine et Chantal Alibert, Paul Tournal, fondateur de la Préhistoire, Paris, Odile Jacob, 2016, 320 p. (ISBN 978-2-7381-6027-0, lire en ligne)